# Peter Mew
Peter Mew és un enginyer d'àudio retirat. Va treballar a Abbey Road Studios, on va ser l'enginyer de masterització sènior. Va arribar a Abbey Road el 1965 com a operador de cinta i des de llavors ha treballat amb molts artistes a l'estudi. Kevin Ayers de Soft Machine ha anomenat Mew com "el millor enginyer amb qui he treballat mai".

## Biografia
Mew ha tingut una carrera prolífica als Abbey Road Studios, base de grups com The Beatles, Pink Floyd i enginyers de gravació com Alan Parsons. Va participar en els històrics enregistraments en solitari de Syd Barrett i va remasteritzar els seus àlbums recopilatoris.
Va començar la seva carrera a Abbey Road com a noi del te, després operador de cinta i, finalment, com a enginyer de gravació, a Pretty Things' S.F. Sorrow, l'any 1967. Va ser el responsable de no amortitzar l'estudi, de mantenir el seu so multidimensional, permetent així que les instal·lacions s'utilitzin per a sessions d'orquestra, i de donar a l'estudi el seu so característic.
Durant la dècada de 1980 va ser pioner en la instal·lació de preparació del CD a l'estudi, mentre treballava en diversos projectes destacats.
Com a enginyer sènior de mastering, va masteritzar discs en estèreo i amb so envolvent, en CD, DVD i SACD. Treballant amb la suite Sonic Solutions, ha restaurat àlbums d'un nombre considerable d'artistes (bàsicament la majoria dels que han utilitzat les instal·lacions d'Abbey Road en un moment o altre).
El 29 d'agost de 2013, Mew es va retirar després de 48 anys de carrera.